# Antidesma elbertii
Antidesma elbertii är en emblikaväxtart som beskrevs av Petra Hoffm.. Antidesma elbertii ingår i släktet Antidesma och familjen emblikaväxter. Inga underarter finns listade i Catalogue of Life.